# Léo Silva
Léo Silva, född 24 december 1985, är en brasiliansk fotbollsspelare.
Han blev utsedd till J.Leagues "Best Eleven" 2014.